# Apión
Apión (görögül: Ἀπίων) vagy melléknevével Apión Pleisztoneikész (görögül: Ἀπίων Πλειστονίκης, Apíōn Pleistoníkes; Szíva-oázis, i. e. 30–20 – i. sz. 45–48, Róma??), más néven Apión  Mokhthosz (Ἀπίων ο Μόχθος, Apión, a buzgó), egyiptomi származású hellenizált nyelvtudós, történész, polihisztor, továbbá elismert Homérosz-kommentátor volt.
A Szíva-oázisban született. Munkássága az i. sz. 1. század első felére tehető. Nevét néha hibásan Appiónnak írják, és egyes források, mint például a Szuda-lexikon is Pleisztoneikész fiának mondják, míg mások nagy valószínűséggel helyesen azt állítják, hogy Pleisztoneikész csak a mellékneve volt, és valójában egy Poszeidóniosz nevű egyiptomi férfi fia volt.
Bár úgy tűnik, némelykor azt állította, hogy alexandriai születésű, de valójában polgárságát Izidorosz, az alexandriai milíciák vezetőjének közbenjárására szerezte meg. Lehetséges, hogy egy időben az Alexandriai könyvtár igazgatója is volt.
Írásainak csupán töredékei maradtak fenn más ókori szerzők műveiben. Neve leginkább Josephus Flavius Apión ellen című vitairata kapcsán ismert, amit a zsidókat, vallásukat kigúnyoló és zsidóellenes rágalmait cáfolva írt évtizedekkel később, idősebb korában.
Apiónt más jeles ókori szerzők is említették fennmaradt műveikben – Idősebb Plinius A természet históriájában, Naucratia Athenaeus A lakmározó szofistákban, Aulus Gellius Az attikai éjszakákban és mások műveiben is.

## Élete
Apión igen fiatal korától Alexandriában Didümosznál élt és tanult, aki felkeltette benne a homéroszi versek iránti érdeklődést és szeretetet is. Tanítványa volt Euphranornak is, azonban Apollóniosz szofista, Alexandriai Arkhibiosz fia a forrásokkal ellentétben inkább tanítványa lehetett mint mestere.
Nem ismert hogy mikor telepedett le Rómában, de az bizonyos, hogy a nyelvtudós Theon utódjaként retorikát tanított egészen Claudius császár uralkodásáig, Tanítványai között volt idősebb Plinius is.
Úgy tűnik, Apión rendkívüli hírnévnek örvendett széleskörű tudása és szónoki tehetsége folytán, de a régiek egyöntetűen elítélték hivalkodó nagyképűségét. Azt mondogatta, hogy mindenkit, akit műveiben megemlített, ezzel halhatatlanná tett. Az ókori Görögország legnagyobb filozófusai közé sorolta magát, és kijelentette, hogy Alexandriának büszkének kell lennie arra, hogy polgárai között olyan ember akad mint ő. Művei közül azonban egyik sem maradt fenn.
Valószínű, hogy a cymbalum mundi név, amellyel Tiberius császár emlegette, mind szónoki képességeit, mind kérkedő jellemét volt hivatott kifejezni. Úgy beszélnek róla, mint a legaktívabb grammatikusokról. A Szuda-lexikon szerint a mellékneve volt Mokhthosz (μόχθος) azaz „a buzgó” is, amelyet általában úgy magyaráznak, hogy visszaadja azt a lelkesedést és szorgalmat, amellyel tanulmányait folytatta.
Apión volt kora legnépszerűbb filológusa és szónoka. Seneca azt állította, hogy „Egész Görögország zengett az ő dicsőítésétől”. Aulus Gellius szerint Apiónt „nagy műveltség jellemezte”, amivel kiérdemelte a „Pleisztoneikész” melléknevet. Mások Homérosszal kapcsolatos műveit is üresnek minősítették, és történelmi műveivel kapcsolatosan szemére vetették, hogy túlságosan bízik valójában megbízhatatlan forrásokban sőt néha egyenesen ellenőrizhetetlen szóbeszédekre alapozza állításait.
Caligula uralkodása idején Apión Görögországban járt, és mindenhol a legnagyobb tisztelettel fogadták mint Homérosz kiemelkedő szakértőjét. Körülbelül ugyanebben az időben, i.sz. 38-ban Alexandria lakosai panaszt emeltek a városukban lakó zsidók ellen, és igyekeztek megnyirbálni jogaikat és kiváltságaikat. Apión Alexandria zsidóellenes pártjához tartozott. Követséget küldtek Apión vezetésével Caligula császárhoz, mivel kiváló szónok volt, és köztudottan nagy gyűlöletet mutatott a zsidók iránt. Utóbbiak szintén küldtek követséget, amelynek élén Philón állt. Úgy tűnik, hogy Apión túllépte megbízatásának kereteit, mert nemcsak polgártársai panaszait tolmácsolta, hanem felkeltette a császár haragját is a zsidók ellen emlékeztetve arra, hogy nem hajlandók szobrot állítani neki, hogy esküdjek a szent nevére. Caligulát annyira feldühítették Apión vádjai, hogy az összes nemzet közül egyedül a zsidók utasították el a római Augustus isteni tiszteletét, hogy azonnal megparancsolta Petronius szíriai helytartónak, állíttasson neki szobrot a Jeruzsálemi templomban, és csak Caligula 41-ben bekövetkezett halála mentette meg a zsidókat az ezzel kapcsolatos háborútól és mészárlásoktól. Ennek a követségnek az eredményei, valamint Apión életének hátralévő része nem ismert, de ha hihetünk ellensége, Josephus Flavius beszámolójának, olyan betegségben halt meg, amelyet a zsidók rágalmazásával vont magára. Caligula intézkedésével, szobrával kapcsolatos történetről Josephus Flavius részletesen beszámolt A zsidók története című könyvében. (Ezt a történetet dolgozta fel Székely János Caligula helytartója című 1972-es drámájában.)
Apión felhasználta Manethón, Lüszimakhosz, Rodoszi Poszeidóniosz és Molon zsidók elleni vádjait, emberáldozatokkal és kannibalizmussal is megpróbálta megvádolni a zsidókat. Egyik könyvében Apión azt írta, hogy Antiokhosz Epiphanész szeleukida király a Jeruzsálemi templomban találkozott egy göröggel, aki azt állította, hogy felhizlalják a feláldozásához és megevéséhez. Josephus nevetségessé tette ezt a művet rámutatva, hogy a judaizmusban nincsenek emberáldozatok, és egyszerűen nem lehetett pogány görög a templom leírt részében. Ez a legenda azonban széles körben elterjedt, és a későbbi vérváddal kapcsolatos rágalmak egyik alapja lett.
Apión egyik vádját, az onolátriát, miszerint a zsidók egy arany szamárfejet tisztelnek a Jeruzsálemi Templomban még Tacitus is megemlíti Korunk története című művében.

## Művei
Apión számos művet írt, amelyek közül azonban egy sem maradt fenn. Az Aulus Gellius Attikai éjszakák című művében fennmaradt, két jól ismert történet, az Androklus és az oroszlán valamint a dicaearchiai delfin történetei, továbbá az Egyiptom csodái című munkájának töredékei teszik ki a nagyobb részét. Műveinek fennmaradt töredékeit F. W. Sturz adta ki. (F. W. Sturz (szerk.): Etymologicum Gudianum, Lipcse, 1818)
- Homérosszal kapcsolatos munkái: a jelek szerint ezek tették ki tanulmányai fő részét. Állítólag nemcsak a versek szövegét értelmezte a legjobban, de szótár formájában is megírta a kifejezések és szavak magyarázatait. Ez a Homéroszi szótár (Λέξεις Ὁμηρικαί), valamint a költő életével és szülőföldjével kapcsolatos kutatások tették ki a másik részét. Homéroszi szótárának legfontosabb részét feltehetően beépítették Apollóniosz Homérosz Lexikonjába.[32] Eusztathiosz és más grammatikusok is gyakran hivatkoztak Apión Homérosszal kapcsolatos munkásságára.
- Egyiptom csodái (Αἰγυπτιακά illetve latinul Aegyptiaca) – Egy öt könyvből álló Egyiptomról szóló műve, amelyet az ókorban nagyra értékeltek, mert szinte az összes fontos Egyiptommal kapcsolatos téma leírását tartalmazta. Számos támadást is tartalmazott a zsidók ellen.[10][15][33]
- A zsidók ellen – feltehetően kivonat volt az Egyiptom csodái antiszemita részeiből. Esetleg az Egyiptom csodái 3. vagy 4. könyve.
- Sándor dicsőséges tetteiről – egy Nagy Sándort dicsőítő mű.[34]
- Különféle országok történelme (Ἱστορία κατὰ ἔθνος), amelyet a Szuda-lexikon az Apión (Ἀπίων) címszó alatt említ.
- Az ünnepelt falánk Apiciusról.[35]
- A mágusokról (Περὶ μάγου)[36]
- A rómaiak nyelvéről (Περὶ τῆς ‛Ρωμαίων διαλέκτου).[35]
- A fémek tudományáról[37] (De metallica disciplina).[38]
- Magyarázatok Arisztophanészhez
- Androklus és az oroszlán valamint a dicaearchiai delfin története.

## Epigrammái
A Szuda-lexikonban utalások találhatók egy Apión nevű epigramma költőre (Ἀγύρτης, σπιλάδες, σφάραγον és τρίγλην címszavaknál) de bizonytalan hogy ez az Apión azonos-e a nyelvtudóssal.